# Romy Müller
Romy Müller (z domu Schneider, ur. 26 lipca 1958 w Lübbenau) – wschodnioniemiecka lekkoatletka specjalizująca się w biegach sprinterskich, złota medalistka letnich igrzysk olimpijskich w Moskwie (1980) w sztafecie 4 × 100 metrów.

## Sukcesy sportowe
- pięciokrotna rekordzistka świata w sztafecie 4 × 100 m
- aktualna rekordzistka Europy w sztafecie 4 × 200 m (1:28,15 – Jena 09/08/1980)[1]

| Rok  | Miasto     | Zawody               | Konkurencja                                    | Wynik                             |
| ---- | ---------- | -------------------- | ---------------------------------------------- | --------------------------------- |
| 1977 | Helsinki   | Puchar Europy        | sztafeta 4 × 100 m                             | 1. miejsce                        |
| 1977 | Düsseldorf | Puchar Świata        | sztafeta 4 × 100 m                             | 2. miejsce                        |
| 1979 | Turyn      | Puchar Europy        | sztafeta 4 × 100 m                             | 1. miejsce                        |
| 1979 | Montreal   | Puchar Świata        | sztafeta 4 × 100 m                             | 2. miejsce                        |
| 1980 | Moskwa     | igrzyska olimpijskie | sztafeta 4 × 100 m bieg na 100 m bieg na 200 m | złoty medal 5. miejsce 4. miejsce |

## Rekordy życiowe
- bieg na 100 metrów – 11,02 – Drezno 24/05/1980
- bieg na 200 metrów – 22,47 – Moskwa 30/07/1980
- bieg na 60 metrów (hala) – 7,25 – Senftenberg 19/02/1983